# Gran Premio de Andalucía de Motociclismo de 2020
El Gran Premio de Andalucía de Motociclismo de 2020 (oficialmente Gran Premio Red Bull de Andalucía) fue la segunda prueba del campeonato mundial de MotoGP de 2020 y la tercera prueba de los campeonatos mundiales de Moto2 y Moto3. Tuvo lugar el fin de semana del 24 al 26 de julio de 2020 en el Circuito Permanente de Jerez, situado en la ciudad andaluza de Jerez de la Frontera, España.
La carrera de MotoGP fue ganada por Fabio Quartararo, seguido de Maverick Viñales y Valentino Rossi. Enea Bastianini fue el ganador de la carrera de Moto2, Luca Marini segundo y Marco Bezzecchi tercero. La carrera de Moto3 fue ganada por Tatsuki Suzuki, seguido de John McPhee y Celestino Vietti. Dominique Aegerter ganó la carrera de MotoE seguido de Jordi Torres y Mattia Casadei

## Resultados

### Resultados MotoGP
| Pos.    | N.º | Piloto            | Constructor | Vueltas | Tiempo    | Parrilla | Puntos |
| ------- | --- | ----------------- | ----------- | ------- | --------- | -------- | ------ |
| 1       | 20  | Fabio Quartararo  | Yamaha      | 25      | 41:22.666 | 1        | 25     |
| 2       | 12  | Maverick Viñales  | Yamaha      | 25      | +4.495    | 2        | 20     |
| 3       | 46  | Valentino Rossi   | Yamaha      | 25      | +5.546    | 4        | 16     |
| 4       | 30  | Takaaki Nakagami  | Honda       | 25      | +6.113    | 8        | 13     |
| 5       | 36  | Joan Mir          | Suzuki      | 25      | +7.693    | 10       | 11     |
| 6       | 04  | Andrea Dovizioso  | Ducati      | 25      | +12.554   | 14       | 10     |
| 7       | 44  | Pol Espargaró     | KTM         | 25      | +17.488   | 12       | 9      |
| 8       | 73  | Álex Márquez      | Honda       | 25      | +19.357   | 21       | 8      |
| 9       | 5   | Johann Zarco      | Ducati      | 25      | +23.523   | 15       | 7      |
| 10      | 42  | Álex Rins         | Suzuki      | 25      | +27.091   | 20       | 6      |
| 11      | 53  | Tito Rabat        | Ducati      | 25      | +33.628   | 18       | 5      |
| 12      | 38  | Bradley Smith     | Aprilia     | 25      | +36.306   | 19       | 4      |
| 13      | 35  | Cal Crutchlow     | Honda       | 24      | +1 vuelta | 13       | 3      |
| Ret     | 63  | Francesco Bagnaia | Ducati      | 19      | Retirado  | 3        |        |
| Ret     | 21  | Franco Morbidelli | Yamaha      | 16      | Retirado  | 6        |        |
| Ret     | 33  | Brad Binder       | KTM         | 12      | Caída     | 9        |        |
| Ret     | 9   | Danilo Petrucci   | Ducati      | 11      | Caída     | 11       |        |
| Ret     | 43  | Jack Miller       | Ducati      | 10      | Caída     | 7        |        |
| Ret     | 41  | Aleix Espargaró   | Aprilia     | 8       | Caída     | 16       |        |
| Ret     | 27  | Iker Lecuona      | KTM         | 5       | Retirado  | 17       |        |
| Ret     | 88  | Miguel Oliveira   | KTM         | 0       | Caída     | 5        |        |
| DNS     | 93  | Marc Márquez      | Honda       |         | No empezó |          |        |
| Fuente: |     |                   |             |         |           |          |        |

### Resultados Moto2
| Pos.    | N.º | Piloto                  | Constructor | Vueltas | Tiempo    | Parrilla | Puntos |
| ------- | --- | ----------------------- | ----------- | ------- | --------- | -------- | ------ |
| 1       | 33  | Enea Bastianini         | Kalex       | 23      | 39:23.922 | 3        | 25     |
| 2       | 10  | Luca Marini             | Kalex       | 23      | +2.153    | 5        | 20     |
| 3       | 72  | Marco Bezzecchi         | Kalex       | 23      | +3.243    | 1        | 16     |
| 4       | 22  | Sam Lowes               | Kalex       | 23      | +3.817    | 2        | 13     |
| 5       | 44  | Arón Canet              | Speed Up    | 23      | +9.155    | 7        | 11     |
| 6       | 88  | Jorge Martín            | Kalex       | 23      | +11.988   | 6        | 10     |
| 7       | 12  | Thomas Lüthi            | Kalex       | 23      | +13.857   | 9        | 9      |
| 8       | 97  | Xavi Vierge             | Kalex       | 23      | +19.590   | 12       | 8      |
| 9       | 62  | Stefano Manzi           | MV Agusta   | 23      | +20.199   | 19       | 7      |
| 10      | 23  | Marcel Schrötter        | Kalex       | 23      | +20.262   | 10       | 6      |
| 11      | 45  | Tetsuta Nagashima       | Kalex       | 23      | +20.447   | 15       | 5      |
| 12      | 11  | Nicolò Bulega           | Kalex       | 23      | +21.464   | 8        | 4      |
| 13      | 37  | Augusto Fernández       | Kalex       | 23      | +24.804   | 23       | 3      |
| 14      | 87  | Remy Gardner            | Kalex       | 23      | +26.370   | 14       | 2      |
| 15      | 42  | Marcos Ramírez          | Kalex       | 23      | +27.018   | 18       | 1      |
| 16      | 57  | Edgar Pons              | Kalex       | 23      | +27.126   | 13       |        |
| 17      | 16  | Joe Roberts             | Kalex       | 23      | +30.228   | 26       |        |
| 18      | 21  | Fabio Di Giannantonio   | Speed Up    | 23      | +30.895   | 11       |        |
| 19      | 64  | Bo Bendsneyder          | NTS         | 23      | +41.678   | 24       |        |
| 20      | 27  | Andi Farid Izdihar      | Kalex       | 23      | +41.793   | 28       |        |
| Ret     | 7   | Lorenzo Baldassarri     | Kalex       | 20      | Caída     | 16       |        |
| Ret     | 24  | Simone Corsi            | MV Agusta   | 19      | Retirado  | 17       |        |
| Ret     | 55  | Hafizh Syahrin          | Speed Up    | 12      | Caída     | 22       |        |
| Ret     | 9   | Jorge Navarro           | Speed Up    | 9       | Caída     | 4        |        |
| Ret     | 35  | Somkiat Chantra         | Kalex       | 5       | Caída     | 20       |        |
| Ret     | 40  | Héctor Garzó            | Kalex       | 4       | Caída     | 27       |        |
| Ret     | 19  | Lorenzo Dalla Porta     | Kalex       | 4       | Caída     | 25       |        |
| Ret     | 99  | Kasma Daniel Kasmayudin | Kalex       | 3       | Caída     | 29       |        |
| Ret     | 96  | Jake Dixon              | Kalex       | 2       | Caída     | 21       |        |
| DNS     | 2   | Jesko Raffin            | NTS         |         | No empezó |          |        |
| Fuente: |     |                         |             |         |           |          |        |

### Resultados Moto3
| Pos.    | N.º | Piloto             | Constructor | Vueltas | Tiempo    | Parrilla | Puntos |
| ------- | --- | ------------------ | ----------- | ------- | --------- | -------- | ------ |
| 1       | 24  | Tatsuki Suzuki     | Honda       | 22      | 39:18.861 | 1        | 25     |
| 2       | 17  | John McPhee        | Honda       | 22      | +0.064    | 8        | 20     |
| 3       | 13  | Celestino Vietti   | KTM         | 22      | +0.134    | 9        | 16     |
| 4       | 40  | Darryn Binder      | KTM         | 22      | +0.628    | 25       | 13     |
| 5       | 2   | Gabriel Rodrigo    | Honda       | 22      | +0.817    | 3        | 11     |
| 6       | 25  | Raúl Fernández     | KTM         | 22      | +2.742    | 4        | 10     |
| 7       | 52  | Jeremy Alcoba      | Honda       | 22      | +3.315    | 7        | 9      |
| 8       | 11  | Sergio García      | Honda       | 22      | +4.853    | 13       | 8      |
| 9       | 6   | Ryusei Yamanaka    | Honda       | 22      | +4.887    | 17       | 7      |
| 10      | 14  | Tony Arbolino      | Honda       | 22      | +4.988    | 5        | 6      |
| 11      | 27  | Kaito Toba         | KTM         | 22      | +5.301    | 12       | 5      |
| 12      | 55  | Romano Fenati      | Husqvarna   | 22      | +5.603    | 21       | 4      |
| 13      | 99  | Carlos Tatay       | KTM         | 22      | +6.783    | 11       | 3      |
| 14      | 82  | Stefano Nepa       | KTM         | 22      | +7.729    | 22       | 2      |
| 15      | 23  | Niccolò Antonelli  | Honda       | 22      | +7.776    | 20       | 1      |
| 16      | 92  | Yuki Kunii         | Honda       | 22      | +17.641   | 19       |        |
| 17      | 70  | Barry Baltus       | KTM         | 22      | +17.416   | 29       |        |
| 18      | 73  | Maximilian Kofler  | KTM         | 22      | +20.821   | 24       |        |
| 19      | 50  | Jason Dupasquier   | KTM         | 22      | +20.833   | 28       |        |
| 20      | 89  | Khairul Idham Pawi | Honda       | 22      | +22.445   | 26       |        |
| 21      | 54  | Riccardo Rossi     | KTM         | 22      | +22.500   | 27       |        |
| 22      | 16  | Andrea Migno       | KTM         | 22      | +34.688   | 18       |        |
| Ret     | 9   | Davide Pizzoli     | KTM         | 20      | Retirado  | 30       |        |
| Ret     | 7   | Dennis Foggia      | Honda       | 19      | Retirado  | 23       |        |
| Ret     | 53  | Deniz Öncü         | KTM         | 18      | Caída     | 14       |        |
| Ret     | 71  | Ayumu Sasaki       | KTM         | 16      | Retirado  | 16       |        |
| Ret     | 5   | Jaume Masiá        | Honda       | 15      | Retirado  | 10       |        |
| Ret     | 75  | Albert Arenas      | KTM         | 14      | Caída     | 6        |        |
| Ret     | 79  | Ai Ogura           | Honda       | 14      | Retirado  | 2        |        |
| Ret     | 12  | Filip Salač        | Honda       | 8       | Retirado  | 15       |        |
| DNS     | 21  | Alonso López       | Husqvarna   |         | No empezó |          |        |
| 1.      |     |                    |             |         |           |          |        |
| Fuente: |     |                    |             |         |           |          |        |

### Resultados MotoE
| Pos.    | N.º | Piloto             | Constructor | Vueltas | Tiempo    | Parrilla | Puntos |
| ------- | --- | ------------------ | ----------- | ------- | --------- | -------- | ------ |
| 1       | 77  | Dominique Aegerter | Energica    | 6       | 10:54.366 | 1        | 25     |
| 2       | 40  | Jordi Torres       | Energica    | 6       | +2.688    | 5        | 20     |
| 3       | 27  | Mattia Casadei     | Energica    | 6       | +3.759    | 8        | 16     |
| 4       | 15  | Alex de Angelis    | Energica    | 6       | +4.484    | 7        | 13     |
| 5       | 7   | Niccolò Canepa     | Energica    | 6       | +4.537    | 9        | 11     |
| 6       | 35  | Lukas Tulovic      | Energica    | 6       | +5.980    | 3        | 10     |
| 7       | 63  | Mike Di Meglio     | Energica    | 6       | +6.133    | 13       | 9      |
| 8       | 16  | Joshua Hook        | Energica    | 6       | +6.513    | 10       | 8      |
| 9       | 10  | Xavier Siméon      | Energica    | 6       | +8.695    | 12       | 7      |
| 10      | 18  | Xavier Cardelús    | Energica    | 6       | +10.583   | 11       | 6      |
| 11      | 6   | María Herrera      | Energica    | 6       | +13.594   | 17       | 5      |
| 12      | 84  | Jakub Kornfeil     | Energica    | 6       | +13.641   | 15       | 4      |
| 13      | 51  | Eric Granado       | Energica    | 6       | +1:37.947 | 4        | 3      |
| Ret     | 11  | Matteo Ferrari     | Energica    | 4       | Caída     | 2        |        |
| Ret     | 55  | Alejandro Medina   | Energica    | 3       | Caída     | 6        |        |
| Ret     | 61  | Alessandro Zaccone | Energica    | 0       | Caída     | 14       |        |
| Ret     | 70  | Tommaso Marcon     | Energica    | 0       | Caída     | 16       |        |
| DNS     | 66  | Niki Tuuli         | Energica    |         | No empezó |          |        |
| Fuente: |     |                    |             |         |           |          |        |